# Kirchroth
Kirchroth è un comune tedesco di 3 729 abitanti, situato nel land della Baviera.